# Триумфът на смъртта
„Триумфът на смъртта“ (на нидерландски: De Triomf van de Dood) е картина от фламандския художник Питер Брьогел Стария, нарисувана около 1562 г. Съхранява се в художествения музей „Прадо“ в Мадрид, Испания.